# Dodot
Dodot es una marca comercial de Procter & Gamble que comercializa pañales y toallitas infantiles en España y Portugal. Se trata, según el Observatorio de las Marcas Valiosas de Gran Consumo presentado el 13 de julio de 2011 por el Centro de la Marca de Esade, de la segunda marca mejor valorada por los españoles. Es similar a Pampers.

## Productos
Dodot comercializa diferentes gamas de pañales y toallitas: Dodot Activity para niños hasta los dos años, Dodot Sensitive para recién nacidos y Dodot Básico, una gama más económica de pañales. Además la marca comercializa otras gamas de producto como las toallitas Kandoo para aprender a ir al baño; Liberty, pañales braguita; Babykini, que son bañadores desechables y Happyjama, pañales para niños que experimentan pérdidas de orina más allá de los 3 años.

## Historia
Dodot ha sido una marca pionera que siempre ha estado ligada a la historia del pañal en España. Antes de la existencia del pañal actual se usaban trozos de tela reutilizables que resultaban menos higiénicos y cómodos para el uso diario.
En el año 1971, Dodot lanzó su primer pañal, una pieza de celulosa con cintas adhesivas que se debía insertar dentro de unas braguitas de plástico. Posteriormente, en 1976 ponía en el mercado el pañal que unía las dos partes, lo que fue conocido como "bragapañal desechable”, el auténtico precursor del actual pañal. De esta manera, Dodot lanzaba el primer pañal de un solo uso del mercado español, un producto pionero en cuanto a higiene, comodidad y calidad de vida de los progenitores y sus hijos. En 1988 Dodot lanzó el primer pañal súper absorbente de España llamado Dodot Seco Total, que reducía el tiempo de contacto de la piel con la humedad y en 1982 lanzó las toallitas para bebés. 
En 2001, Dodot lanzó la gama de Dodot Etapas que se componía de diferentes tallas que se adaptaban a las etapas de crecimiento y desarrollo del bebé y que incluía innovaciones en cuanto a absorción y elasticidad. El siguiente salto cualitativo y de innovación llegó en 2010 con el lanzamiento del iPañal Dodot Activity, que es el pañal más fino creado por Dodot. 
A lo largo de su historia, Dodot ha ido introduciendo también diferentes innovaciones acordes con el desarrollo tecnológico de cada momento, como la cobertura transpirable, las cintas ris-ras, la loción dermoprotectora, la doble capa súper absorbente o el núcleo anatómico.

## Compromiso social
Dentro de la política de responsabilidad social corporativa cabe destacar que UNICEF y Dodot tienen un acuerdo de colaboración en España y Portugal por el que la marca de pañales y toallitas Dodot apoya a la organización en su misión de trabajar por el cumplimiento de los derechos de todos los niños y niñas del mundo. Dodot es considerada, según el Observatorio de las Marcas Valiosas de Gran Consumo presentado el 13 de julio de 2011 por el Centro de la Marca de Esade, la segunda marca mejor valorada por los españoles.